# Área salvaje Holy Cross
El área salvaje Holy Cross (del inglés: Holy CrossWilderness), es un área salvaje o virgen de los Estados Unidos ubicada en los bosques nacionales de bosque nacional de San Isabel y bosque nacional de White River, muy cerca de las localidades de Leadville, Minturn, Avon, Edwards, Eagle y Vail, en el estado de Colorado. Se compone de aproximadamente 496,94 km² de terreno con 264 km de senderos establecidos en 1980. El área salvaje fue nombrada por su pico más alto, el monte de la Santa Cruz (Mount of the Holy Cross) (4269 m).
El área salvaje Holy Cross tiene una historia relacionada con los excursionistas, a menudo aquellos que no están preparados en caso de alguna emergencia. En primer lugar, los excursionistas que exigen rescate no están familiarizados con los riesgos de entrar en los espacios naturales y no llevan equipos y suministros adecuados para responder a situaciones de emergencia. Los excursionistas son frecuentemente abandonados o se pierden debido a las cambiantes condiciones ambientales y la confusión respecto al paisaje circundante. Los visitantes de Holy Cross deben llevar provisiones suficientes, los diez elementos esenciales, como el agua, la comida, conocer de técnicas para hacer fuego, el libro de guía o mapa, el dispositivo de posicionamiento global, las capas de ropa, faro, un cuchillo y un teléfono celular. La investigación cuidadosa y la planificación razonable debe prevenir la mayoría de las tragedias.
Esta área es protegida por el Servicio Forestal de los Estados Unidos.